# 주혼
《주혼》(일본어: 走魂)은 닛폰 TV에서 2009년 11월 12일부터 2010년 3월 25일까지 매주 목요일 25:08 ~ 25:38(JST)에 방송된 로손 회사 제공의 일본의 버라이어티 프로그램이다.

## 출연자
- 코야마 케이치로 (NEWS)
- 카토 시게아키 (NEWS)
- 마스다 타카히사 (NEWS)
- 테고시 유야 (NEWS)

## 방송 내용
- 여하튼 〈달린다〉를 테마로 NEWS 멤버 4명이 여러 가지 과제에 도전하는 프로그램이다.
- 로손의 녹화 사업과 제휴하고 있어, 매회 지령에 따라 포인트를 증정 해, 그 포인트에 의해서 나무가 심어진다.
- 삽입곡으로 〈모두가 있는 세상을 하나로 사랑을 좀 더 Give & Take합시다〉가, 엔딩은 〈weeeek〉가 많이 사용되고 있다.
- NEWS의 이미지 컬러가 각각의 옷에 사용되고 있다.
- 또, 주혼과 로손 상품이 공동 제작한 CM이 매회 흐른다. (4패턴 있다.)

| 방송회 | 방송일    | 테마 (기획)                                                      | 그 외 코너                    | 비고 | 포인트        |
| ------ | --------- | ---------------------------------------------------------------- | ----------------------------- | --- | ------------- |
| 제1회  | 11월 12일 | 닛테레까지 달려라! (약 8.5 km)                                   |                               | 4명 모두 직전까지 아무것도 알고 있지 않았다. 먼저 이 방송분을 달려 수록해, 그대로 프로그램의 기자 회견을 했다. (멤버 담)                                                            |               |
| 제2회  | 11월 19일 | 만족할 때까지 4×100m릴레이를 달려라!                             | RUNNING GYM                   | 제1회 분의 수록 다음날에 수록 (멤버 담) 초등 학생 여자 일본 기록 51초 32에 도전 | 2포인트       |
| 제3회  | 11월 26일 | 먹은 만큼만 달려라! 한 입 칼로리 마라톤                          | 부탁해 코야마 군!             | 마스다가 무대 출연때문에, 조퇴. | 3포인트       |
| 제4회  | 12월 3일  | 걷고 있는 사람에게 4 km 달려 이겨라!!                            | 부탁해 코야마 군! RUNNING GYM | 20km경보, 일본 기록 보관 유지자 야나기사와 사토시와 트랙 10주(4 km)를 실수하지 않고서 골 할 수 있는지를 승부 코너 〈부탁해 코야마 군!〉에 마스다 부재(무대 출연때문이라고 생각된다) | 3포인트       |
| 제5회  | 12월 10일 | 도쿄 23구에 가설된 다리를 전력 질주!                             |                               | 달린 후에 다리의 명칭에 관련된 말장난을 각각 말한다 | 4포인트       |
| 제6회  | 12월 17일 | 풀 마라톤을 완주하기 위해 자신의 몸을 분석해라!!                 | 부탁해 코야마 군!             | asics에서 자신의 몸을 철저히 분석 | 3포인트       |
| 제7회  | 12월 24일 | 동물원을 멋있게 달려라!                                          |                               | 로케지의 동물원의 휴원일의 저녁에 촬영(멤버 담) 원내를 달리면서 동물과 함께 사진 촬영 후반에, 카토의 100m 강화 프로젝트                                                             | 2포인트       |
| 제8회  | 1월 7일   | 카토여! 10일후에 100m를 14초대로 달려라!                         |                               | 마지막에 측정한 기록은 14초 89이다. | 5포인트       |
| 제9회  | 1월 14일  | 4×100m 릴레이를 재도전!!                                         | RUNNING GYM                   | 멤버 4명과 공동 제작한 빵이 1월 19일부터 발매되는 것이 발표되었다. | 4포인트       |
| 제10회 | 1월 21일  | 러너에게 추천 물건 근처 역으로부터 달려라                        |                               | 2명씩으로 나뉘어 주자와 물건 소개를 한다 | 2포인트       |
| 제11회 | 1월 28일  | 육상 경기에서 세계 기록을 수립하라!!                             |                               | 남자 21m·남자 4단 뛰기·남자 110m 원 허들·남자 마라톤 (421.95m) | 4포인트       |
| 제12회 | 2월 4일   | 4명이서 힘을 합쳐 달려라! 도쿄 마라톤 역전                       |                               | ED이 사랑의 투우사 |               |
| 제13회 | 2월 11일  | 4명이서 힘을 합쳐 달려라! 도쿄 마라톤 역전 후편                  |                               | ED이 무라리스토 | 5포인트       |
| 제14회 | 2월 18일  | 사이타마 현과 토키가와 정에서 발이 빠른 사람을 찾아라!           |                               | 4×100m 릴레이 중학생 여자 일본 기록의 보관 유지자인 여자 아이 등장. | 3포인트       |
| 제15회 | 2월 25일  | 도내의 러너 대상 추천 계단을 달려라!                             |                               | 오사카 릴레이 마라톤 출장 결정!! | 2포인트       |
| 제16회 | 3월 4일   | 이번 주혼은 달리지 않습니다! 사정이있어 미공개! 창고 VTR 스페셜! |                               | |               |
| 제17회 | 3월 11일  | 오사카 풀·릴레이 마라톤으로 여자 팀을 이겨라!!                   |                               | |               |
| 제18회 | 3월 18일  | 오사카 풀·릴레이 마라톤으로 여자 팀을 이겨라!! 완결편            |                               | | 5포인트       |
| 제19회 | 3월 25일  | 《주혼 명언 랭킹》을 보면서 식수 지점까지 달려라!                |                               | | 합계:47포인트 |

## 코너
부탁해 코야마 군!
- 〈달린다〉에 관한 의문을 멤버가 검증
- 진행은 코야마, 주된 검증 체험자는 카토와 테고시

| 방송회 | 방송일    | 내용                                             |
| ------ | --------- | ------------------------------------------------ |
| 제3회  | 11월 26일 | 가장, 기분이 좋은 골 테이프는 무엇인가?를 검증   |
| 제4회  | 12월 3일  | 가장, 기분이 좋은 스타트 소리는 무엇인가?를 검증 |
| 제6회  | 12월 17일 | 가장, 근사한 마라톤의 선글라스는 무엇인가?       |

RUNNING GYM
- GYM 토크를 실시하는 코너
- 주로 러닝 머신으로 달리면서 자기 소개 등

| 방송회 | 방송일    | 멤버          |
| ------ | --------- | ------------- |
| 제2회  | 11월 19일 | 테고시·카토   |
| 제4회  | 12월 3일  | 코야마·카토   |
| 제9회  | 1월 14일  | 코야마·마스다 |

주혼×NEWS 4색 빵
주혼과 로손이 콜라보레이션 해 고안 한, 한정 상품.
그 이름대로, 4색 빵이 들어가 있다.
또, 빵 안에 블루베리나 밀크 크림 등이, 들어가 있다.
1월 19일부터 2월 상순까지 전국의 로손(일부 지역을 제외)에서 발매되었다.

## 스태프
- 기획·연출 - 스즈키 준이치
- 구성 - 사카키 아키히코, 이마무라 쿠니토, 쿠리사카 유우키
- TM - 후루이도 히로이
- 기술 협력 - EAT
- 미술 - 나카하라 코이치
- 미술 협력 - 닛테레 아트
- CG - 미타 신지, 타니 아츠이
- 편집 - 오제키 히데오, 스즈키 유지
- MA - 하세가와 신야
- 음향 효과 - 타카토리 켄
- TK - 카스가 치카코
- 홍보 - 타카기 아키코
- 리서치 - 카네다 유마
- 협력 - 쟈니즈 사무소
- AD - 카미시로 쇼이치, 이쿠마 카오리
- AP - 시바타 아사미, 에다마츠 하루요시
- 디렉터 - 야마모토 마사카즈, 타나카 사네유키, 키쿠치 야스코, 토키와 토시오
- 연출 - 니시하라 노부유키
- 프로듀서 - 나카무라 히로유키, 나가이 에이키, 토마 야스오
- 제작 협력 - THE WORKS
- 제작 - AX-ON
- 치프 크리에이터 - 모리자네 하루카즈
- 제작 저작 - 닛폰 TV